# Læhegn
 Denne artikel bør gennemlæses af en person med fagkendskab for at sikre den faglige korrekthed.
    Se diskussionssiden

Et læhegn eller (blandt landmænd) læbælte er en bevoksning af træer og buske langs kanten af en mark med det formål at skabe læ for vinden og dermed forhindre fygning samt at formindske fordampning og skærme mod kulde. Desuden kan læhegn også have en række andre funktioner, som dog ikke har direkte med landbrug at gøre, nemlig at være tilholdssted for vildt og insekter, at være levested for vilde planter og at være spredningskorridorer for dyr og planter, at skabe rum i landskabet samt at skærme mod støj.
Læhegn kaldes også levende hegn.

## Læhegnets hensigt
- Hegnet skal give et godt tæt bunddække.
- Hegnet skal bygges op i små etager således, at vinden bliver "løftet" fra jorden.
- Hegnet skal mest bestå af små og mellemstore buske således, at vinden ikke suser gennem træerne.
- Hegnet skal jævnligt beskæres således, at virkningen vedholdes.
- Hegnet bør plantes af hjemmehørende arter, da de ofte tåler klimaet bedre og giver bedre vilkår for vildtet og faunaen.

## Plantevalg
Til hegn vælges hårdføre buske og træer, buskene må gerne bære farvefulde bær, det tiltrækker fugle, og planterne må gerne være af dansk herkomst.
Når læhegn skal plantes, plantes ofte skiftevis 4 vækster af flere (3-6) arter, da det både giver større sikkerhed i forhold til sygdomsangreb og større biodiversitet. Ved plantningen kan indgå ammetræer og -buske, hvis formål er at skabe læ for de nyplantede småvækster og hjælpe dem op.

## Opførelse af læhegn
Ved pløjningen vil der ofte blive en vis afstand mellem selve hegnet og den pløjede mark, hvorved der dannes en slået stribe græs langs kanten eller inden i et læhegn/læbælte. Den slåede stribe kan også anvendes til markvej, så grubning ikke bliver så nødvendig i markkanten.

## Hovedtyper af hegn
Der er tre hovedtyper af hegn:
- Det 1-rækkede læhegn. Det skal ofte fylde mindst muligt og består ofte af få arter, derfor bliver dette læhegn også oftere ødelagt af sygdom. Hvis man har i sinde at plante et 1-rækket læhegn bør det bestå af små til mellemstore buske, det de giver et godt bunddække som er det vigtigste ved læhegn. Store træer som sitkagran vil ikke gøre gavn da vinden vil blæse i mellem træerne, desuden har det ingen værdi for vildtet udover krager og råger.
- Det 3-rækkede hegn er den mest brugte hegnstype. Hegnet giver ofte et gode resultater, både i forhold til vind og vildt. Hegnet bør bestå af 1 række med små til mellemstore buske, række nummer 2 skal bestå af mellemstore og store buske og 3. række skal bestå af hovedsagelig små træer, med få mellem store træer. -Bemærk at de fleste planter skal være lave buske og træer!
- Det mange-rækkede læhegn består af mange forskellige planter og giver stor biodiversitet. Hvis det fx er et 12-rækket læhegn, bør de første 3 rækker være små buske, de næste 3 mellemstore og store buske, og nummer 6 til 10 bør være små træer med enkelte store træer (ca. hver 5.), og de sidste 2 rækker bør igen være buske, så læhegnet er "lukket" fra begge sider.